# HMS Enterprise (1848)
HMS Enterprise — британське вітрильне дослідницьке судно, яке здійснило дві арктичні мандрівки.

## Будівництво
Корабель був закладений як торгове судно на верфі компанії Money Wigram and Sons у місті Блекволл на річці Темзі, але у лютому 1848 року його придбало Адміралтейство та пристосовало для дослідження Арктики. Судно було спущене на воду 5 квітня 1848 року.
«Enterprise» здійснив дві подорожі до Арктики: першу через Північну Атлантику в 1848–1849 роках під керівництвом Джеймса Кларка Росса для пошуку втраченої експедиції сера Джона Франкліна, потім в 1850–1854 роках через Тихий океан і Берингову протоку під керівництвом Річарда Коллінсона. З 1860 року судно використовували як вугільний склад (блокшив) в Обані. У 1903 році його продали на брухт.